# Théâtre national de drame musical de Choucha
 (mars 2022).
Le Théâtre national de drame musical de Choucha (en azéri:Şuşa Dövlət Musiqili Dram Teatrı) est l'un des théâtres dramatiques musicaux fonctionnant en Azerbaïdjan.

## Histoire
Le Théâtre d'État de kolkhoze et sovkhoz (coopératives et exploitation agricoles d'État) de Choucha est fondé en février 1938. En 1943, le collectif est renommé en Theatre national de drame musical de Choucha Uzeyir Hadjibeyov. Il cesse ses activités au début de 1949. Par décision du Cabinet des ministres de la République d'Azerbaïdjan, le Ministère de la Culture rétablit son activité. En 1992, le théâtre déménage à Bakou en raison de la guerre du Karabakh et s'installe dans le bâtiment du Théâtre des Jeunes Spectateurs (1992–2005). Ensuite, le théâtre fonctionne dans le bâtiment du cinéma Savalan à Bakou (de 2005 à 2014).
En 2013, le cinéma "Savalan" est liquidé et le bâtiment transféré et, en décembre 2018,au Théâtre national de drame musical de Choucha. En 2014, le bâtiment subit d'importants travaux de restauration et de réparation conformément à l'ordre du président de la République d'Azerbaïdjan Abdurrahim bey Hagverdiyev, Zulfugar Hadjibeyov, Suleyman Sani Akhundov, Uzeyir Hadjibeyov, Firidun bey Kotcharli, Badal bey Badalbeyli, Safarali bey Valibeyov, Djabbar Garyaghdioghlu, Hachim bey Vazirov sont dramaturges, compositeurs, acteurs et organisateurs du théâtre.

## Activité
Le Théâtre national de drame musical de Choucha participe aux festivals de théâtres républicains en tant que Mono performances en 1994, Performances expérimentales en 1998, Classics nationaux et théâtre en 1999, Festival de festivalsen 2000, et reçoit le Darvich d’or prix pour la pièce Eyri oturag, duz danishag d'Uzeyir Hadjibeyov en 2002.
Yachar", "Ogtay Eloghlu", "en 1905" (Djafar Djabbarly), "Vagif", "Farhad et Chirin" (Samad Vurgun), etc.

## Répertoire principal
Hadji Gara, Lankaran khaninin veziri, Khirs guldurbasan (Mirza Fatali Akhundov), Bakhtsiz javan, Daghilan tifag (Abdurrahim bey Hagverdiyev), Solghun chichekler, Sevil, Almaz, Yashar, Ogtay Eloghlu, En 1905 (Jafar Jabbarly), Vagif, Farhad et Chirin (Samad Vurgun), etc.
Performances musicales: Leyli et Majnun, Asli et Kerem, Si ce n'est pas celle-là, alors ce sera celle-ci (Uzeyir Hadjibeyov), Achig Garib (Zulfugar Hadjibeyov) et d'autres.

## Personnel
- Loghman Kerimov, Artiste émérite de l'Azerbaïdjan, directeur en chef du théâtre
- Yadigar Muradov,metteur en scène
- Un grand groupe d'acteurs.